# Citroën Oli
Der Citroën Oli ist ein Konzeptfahrzeug des französischen Automobilherstellers Citroën, das im September 2022
vorgestellt wurde und einen zu 100 % elektrisch betriebenen Pick-up darstellt. Sein Name wird „all-e“ (englisch) ausgesprochen und bezieht sich auf vollelektrisch.

## Vorstellung
Der Citroën Oli wurde am 29. September 2022 vorgestellt, zwei Wochen vor dem Pariser Autosalon 2022, auf dem der Hersteller zum ersten Mal nicht vertreten war.

## Design

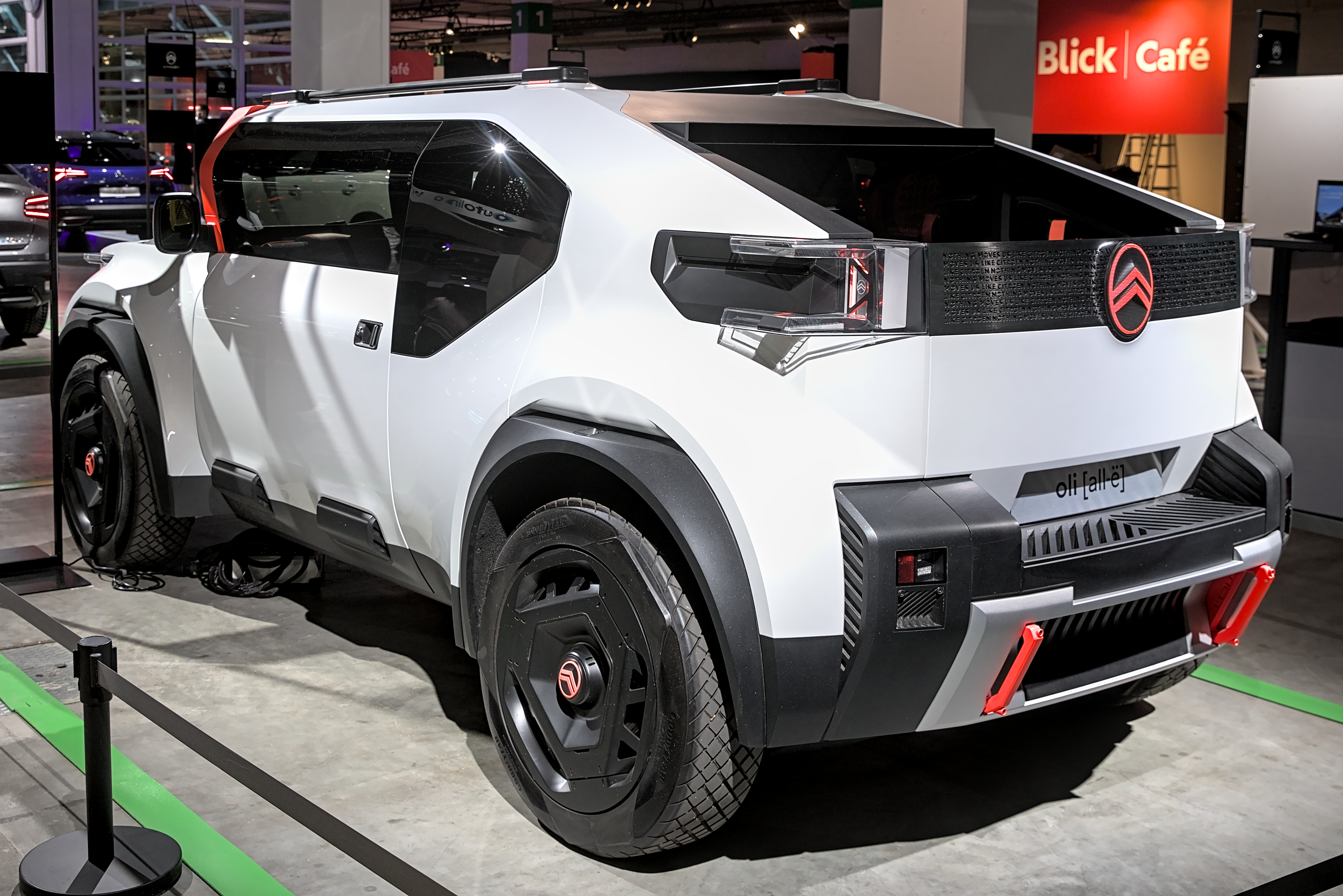
Heckansicht

Der Oli ist ein Pick-up mit der Linie eines SUV. Er hat vier Türen und die hinteren Türen lassen sich gegenläufig öffnen.
Sein Design kündigt die stilistische Zukunft der Marke an.
Das Außendesign stammt von Raphaël Doukhan.

## Logo
Der Oli ist das erste Fahrzeug des Herstellers, das das neue Markenlogo trägt, das zehnte in der Geschichte von Citroën und eine Neuinterpretation des ursprünglichen Logos von 1919.